# Нечуйвітер покутський
Нечуйвітер покутський (Hieracium pocuticum) — вид квіткових рослин з родини айстрових (Asteraceae).

## Біоморфологічна характеристика
Це багаторічна рослина 40—80 см. Стеблових листків, 8—20. Листки трохи стеблоохопні. Зубці язичків бахромчасті. Загальне суцвіття волотисте, нагорі частково зонтикоподібне, з гілками, дугоподібно вгору віддаленими. Період цвітіння: липень і серпень.

## Поширення
Вид росте в Європі: Албанія, Румунія, Україна, Чорногорія, Македонія.
В Україні росте у гірських лісах — у Закарпатті, Карпатах, Прикарпатті, б.-м. звичайний.